# 尼子常久
尼子 常久（あまご つねひさ、天文12年（1543年） - 天文23年（1554年））は、戦国時代の人物。尼子氏の家臣。通称は善四郎。尼子誠久の四男で、兄弟に氏久・吉久・季久・勝久・通久がいる。
天文23年（1554年）、主君・尼子晴久により、祖父尼子国久と父誠久らが殺害された後、兄・吉久らと共に新宮館で殺された。享年12という。